# فرودگاه ویندزر
فرودگاه ویندزر  (به انگلیسی: Windsor Airport) یک فرودگاه همگانی باربری با کد یاتا YQG است که یک باند فرود آسفالت دارد و طول باند آن ۲۷۴۳ متر است. این فرودگاه در شهر ویندزور (انتاریو) کشور کانادا قرار دارد و در ارتفاع ۱۹۰ متری از سطح دریا واقع شده است.

## شرکت‌های هواپیمایی و مقصدهای پروازی

### مسافری

Non-stop destinations

| شرکت‌های هواپیمایی                   | مقصدهای پروازی                                                       |
| ----------------------------------- | -------------------------------------------------------------------- |
| Air Canada Express                  | پیرسون تورنتو                                                        |
| Air Transat                         | فصلی: پونتا کانا، سامانالف ال کتی (آغاز از ۲۸ دسامبر ۲۰۱۷)           |
| Pelee Island Transportation Company | فصلی: پلی آیلند                                                      |
| پورتر ایرلاینز                      | شهری بیلی بیشاپ تورنتو                                               |
| سان‌وینگ ایرلاینز                    | فصلی: کانکون، کینتانا رو، خاردینز دل ری، خوآن گئوآلبرتو گومس, سنگستر |
| وست جت                              | فصلی: کالگری                                                         |

### باری
| شرکت‌های هواپیمایی | مقصدهای پروازی      |
| ----------------- | ------------------- |
| اسکای‌لینک اکسپرس  | جان سی. منرو همیلتن |